# Styrnäs församling
Styrnäs församling är en församling i Ådalens kontrakt i Härnösands stift. Församlingen ingår i Kramfors pastorat och ligger i Kramfors kommun i Västernorrlands län, Ångermanland.

## Administrativ historik
Församlingen har medeltida ursprung. 
Församlingen utgjorde tidigt ett eget pastorat för att därefter åtminstone från 1500-talet till 2002 vara annexförsamling i pastoratet Boteå och Styrnäs  som före 1916 och efter 1962 även omfattade Överlännäs församling och Sånga församling. Församlingen uppgick 2002 i Ådalsbygdens pastorat och ingår sedan 2018 i Kramfors pastorat.

## Kyrkor
- Styrnäs kyrka